# Приозёрный (Переславский район)
Приозёрный — посёлок в Переславском районе Ярославской области России. На уровне муниципального устройства входит в состав городского округа Переславль-Залесский. До 2018 года входил в состав Пригородного сельского поселения.

## География
Посёлок находится в южной части области, в зоне хвойно-широколиственных лесов, к востоку от Плещеева озера, к западу от автодороги 78К-0043, у северной окраины города Переславль-Залесский, административного центра района.

### Климат
Климат характеризуется как умеренно континентальный, с умеренно холодной зимой и относительно тёплым влажным летом. Среднегодовая температура воздуха — 3,5 °C. Средняя температура воздуха самого холодного месяца (января) — −13,3 °C (абсолютный минимум — −39,5 °C); самого тёплого месяца (июля) — 18 °C (абсолютный максимум — 37 °C). Безморозный период длится около 214 дней. Годовое количество атмосферных осадков составляет около 646 миллиметров, из которых большая часть выпадает в тёплый период. Снежный покров держится в среднем в течение 151 дня.

### Часовой пояс
Приозёрный, как и вся Ярославская область, находится в часовой зоне МСК (московское время). Смещение применяемого времени относительно UTC составляет +3:00.

## История
Посёлок был основан в 1961 году как база нефтеразведочной экспедиции.

## Население
| 2007 | 2010 |
| ---- | ---- |
| 153  | ↘149 |

### Национальный состав
Согласно результатам переписи 2002 года, в национальной структуре населения русские составляли 94 % из 132 человек.